# Andrin Monstein

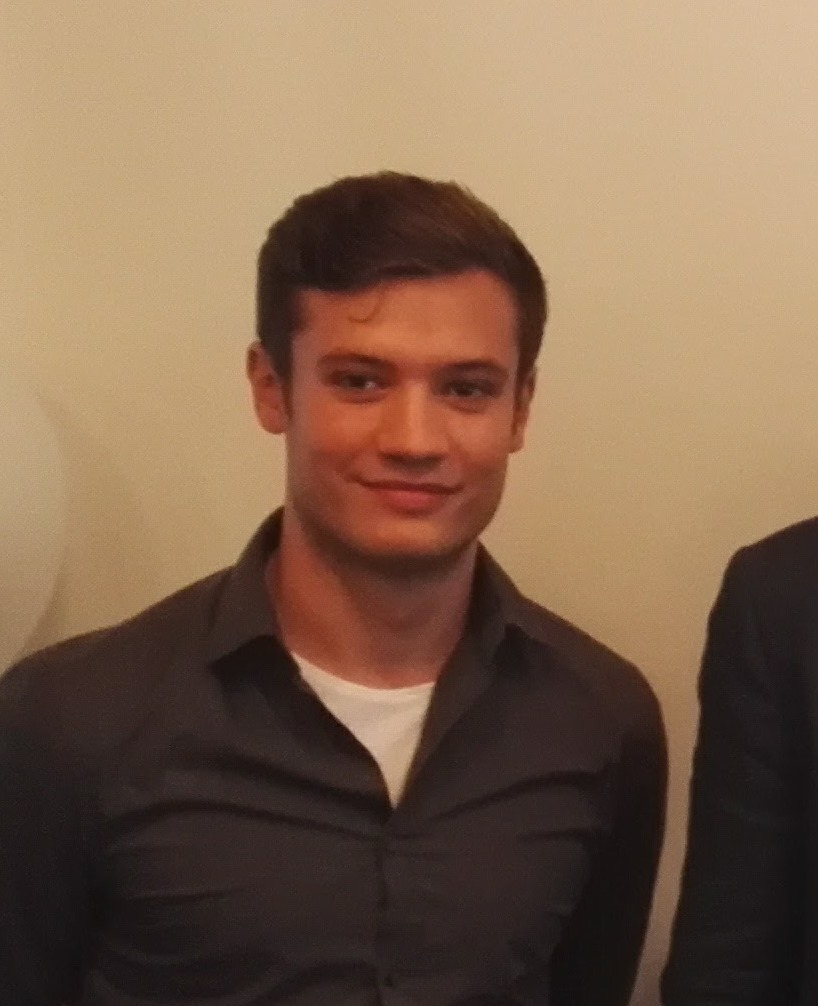
Andrin Monstein (2016).

Andrin Monstein (* 27. Februar 1992 in St. Gallen; heimatberechtigt in Seewis GR) ist ein Schweizer Politiker (GLP). Er sitzt seit 2020 für den Wahlkreis St. Gallen im St. Galler Kantonsrat.

## Leben und Ausbildung
Monstein wuchs in St. Georgen (St. Gallen) auf und erlangte 2012 die gymnasiale Matura des Wirtschaftsgymnasiums an der Kantonsschule am Burggraben St. Gallen. Danach studierte er an der Universität Bern, der Université Pantheon Assas in Paris, der Universität St. Gallen und der London School of Economics and Political Science. Er hält einen Bachelor of Science in Business Administration, einen Master of Arts in Business Management und einen CEMS Master in International Management. Monstein arbeitet als Nachhaltigkeitsmanager für einen Schweizer Versicherungskonzern.

## Politik
Monstein trat 2011 der Grünliberalen Partei bei. Ab 2012 übernahm er den Aufbau der kantonalen Jungpartei in St. Gallen, die er bis 2018 als Präsident führte. Zudem engagierte er sich von 2014 bis 2018 im Vorstand der Jungen Grünliberalen Schweiz. Bei den Erneuerungswahlen des St. Galler Kantonsrates am 8. März 2020 wurde Monstein im Wahlkreis St. Gallen als jüngster Kandidat der Grünliberalen gewählt. Seit 2021 ist er Vizepräsident der Grünliberalen des Kanton St. Gallen, seit 2022 im Vorstand der Grünliberalen Schweiz. Im August 2023 wurde Monstein als Kandidat seiner Partei für den Ständerat nominiert.